# Odontonema
- Commons
- Wikispecies

Odontonema Nees, segundo o Sistema APG II, é um género botânico pertencente à família Acanthaceae.

## Sinonímia
- Diateinacanthus Lindau
- Phidiasia Urb.
- Thyrsacanthus Nees

## Espécies
- Odontonema adenostachyum
- Odontonema albiflorum
- Odontonema album
- Odontonema amicorum
- Odontonema ampelocaule
- «Lista das espécies»

## Nome e referências
Odontonema C.G.D. Nees, 1842.

## Classificação do gênero
| Sistema | Classificação                       | Referência            |
| ------- | ----------------------------------- | --------------------- |
| APG II  | Ordem Lamiales, família Acanthaceae | APweb, versão 9, 2008 |